# Biram Yacine Boubou Fall
Pour les articles homonymes, voir Biram (homonymie).
Biram Yacine Boubou (Biram Yaasin Bubu en wolof) est le huitième damel (souverain) du Cayor, un royaume pré-colonial situé à l'ouest de l'actuel Sénégal. 
Fils de Madior Ier, il règne pendant 17 ans, entre 1664 et 1681.
Son cousin Déthié ou Maram (Decce u Maram) lui succède.